# 嘉諾撒聖心學校
嘉諾撒聖心學校（英語：Sacred Heart Canossian School）是香港的一間女子小學，創立於1860年，校舍是香港島半山區天主教區建築群之一。是嘉諾撒仁愛女修會屬下的其中一間的學校。在1992年1月學校遷至堅道26號，原校在半山羅便臣道。此校直屬中學為嘉諾撒聖心書院，小學一至六年級合共有30班（不設精英班）。

## 設施
該校校舍樓高十層，全校課室共三十間，有蓋操場（covered playground) 設有電視機X3、中央廣播系統。部分課室設有電子黑板、電腦、鋼琴(5D,5E,6C,6D,6E 課室)、互動電視（1-2，6年級（至2024年））；特別室有英語角（English room)、音樂室 X2、會客室、美勞室、醫療室、輔導室、電腦室及禮堂，均設有空調設備。

## 來源
1. ↑  .   [2018-05-03]. （原始内容存档于2019-03-27）.
2. ↑  .   [2018-05-03]. （原始内容存档于2019-03-27）.

## 外部連結
- 嘉諾撒聖心學校 官方網址（页面存档备份，存于）

22°16′49″N 114°09′13″E / 22.280241°N 114.15356°E